# 蓮兒·納許
莉·宾汉·纳什（英語：Leigh Bingham Nash，1976年6月27日—），中文通常翻译为蓮兒·納許，是美國搖滾樂團蓮兒與啷噹六便士（Sixpence None the Richer）的女主唱。

## 一生

### 早期
莉·安妮·賓漢（Leigh Anne Bingham）于1976年出生在德克萨斯州的新布勞恩費爾斯（New Braunfels），家中有一个姐姐。她十二歲的時候開始學著用吉他唱鄉村歌曲。並在當地咖啡店有數年的駐唱經驗。不久以後，青春期的蓮兒在開放麥克風、不飲酒的星期天晚上，演唱洛蕾塔·林恩和丹雅·塔克的歌曲，像是比如《You Ain't Woman Enough to Take My Man》、《Texas When I Die》，並在随着一个中年人組成的樂團演唱多年，同时也是当地乡村／西部舞厅的常驻歌手。这种业余演唱生涯一直持续到1990年代初期，她在教堂務虛會遇見吉他手、詞曲創作家麥特·史洛坎。
蓮兒對音樂有兩個靈感來源：一是她與啷噹六便士在基督音樂領域的工作，二是她童年時迷戀的老鄉村女音樂家，像是丹雅·塔克、洛蕾塔·林恩、帕茲西·克萊恩。雖然蓮兒的鄉村音樂十分有魅力，但始終沒有成為她的特色。而後來蓮兒對流行音樂產生了興趣，像是星期天合唱團、天真純情樂團、小紅莓合唱團，都影響了蓮兒的作曲及歌唱。

### 經歷與發展
在蓮兒與麥特·史洛坎組成啷噹六便士後不久，樂團便接著發行了四張專輯。他們的第一張專輯《The Fatherless & the Widow》發行時，蓮兒只有十六歲。該專輯獲得了很高的評價，於是麥特·史洛坎與蓮兒開始尋找樂團的新成員。
他們找到了黛絲·維立、多爾·貝克以及J·J·普拉山修，發行了專輯《This Beautiful Mess》，並獲得金鴿獎年度最佳專輯。在結束了美國巡迴演出後，黛絲·維立退出了樂團，而啷噹六便士在REX.唱片倒閉後簽給了Squint唱片公司。
啷噹六便士1997年發行了同名專輯《Sixpence None the Richer》、其中最著名的单曲《Kiss Me》在1998年底發行。1999年初，米拉麦克斯影业在热映的校园青春浪漫電影《窈窕美眉》（She's All That）中使用了《Kiss Me》一曲作为主题曲，使得此曲为大众所知，一举攀升到北美金曲榜第二名并位居前十共24周之久。啷噹六便士知名度也水漲船高，樂團獲得了多項金鴿獎，其中包括年度最佳藝人。同年，啷噹六便士獲得葛萊美獎提名。2000年，蓮兒為電影「當真愛來敲門」演唱了《Need to Be Next to You》一曲，來感謝米拉麥克斯影業为乐队成名所做的贡献。《Need to Be Next to You》由戴安·威倫作曲，該曲並成為蓮兒的第一張個人單曲。
在解決了唱片公司的問題後，2001年，啷噹六便士在多爾·貝克以及J·J·普拉山修兩人離團之際，發行了新專輯《發現幸福》。取自專輯的歌曲《Breathe Your Name》和翻唱《Don't Dream It's Over》兩張單曲皆登上了排行榜。然而，2004年2月26日，啷噹六便士發表了解散聲明，麥特·史洛坎並寄了一封信給「當代基督音樂雜誌」。
儘管樂團的多張流行專輯和单曲，像是《Kiss Me》、《There She Goes》，讓樂團獲得了極大的成功，啷噹六便士仍不斷被經濟困境困擾著，最後終於決定友善的解散。在這個巨大的變動後，蓮兒和丈夫離開了納許維爾的家，搬到了洛杉磯。
在洛杉磯的期間，蓮兒大量的創作了歌曲，而最後構成了蓮兒的第一張個人專輯，一張於2006年8月由蓮兒的個人廠牌「One Son唱片」發行、關於愛情與母愛的甜美作品集：《Blue on Blue》。蓮兒的第一張單曲《My Idea Of Heaven》並於2006年7月14日發行。
同時，蓮兒搬回了由音樂家組成的新獨立社區：「納許維爾的姿態」。他們希望改變納許維爾的音樂只限於鄉村和基督音樂類型的迷思。蓮兒與梅根·湯普生、凱特·約克組了一個基督樂團「湯普生，約克與納許」。他們製作了幾首歌曲，放到Myspace上。2007年，蓮兒與麥特見了面，並積極的討論啷噹六便士的重聚。2008年1月，蓮兒到紐西蘭準備一年一度的降落傘音樂季。在台上的兩次表演，蓮兒吸引了超過三萬名為了聽〈Kiss Me〉、〈There She Goes〉兩首啷噹六便士的名曲的觀眾。
2008年中期，蓮兒重返啷噹六便士合唱團，並發行了一張新EP《My Dear Machine》。2008年，啷噹六便士發行了聖誕節專輯《The Dawn of Grace》，並計畫舉辦美國、歐洲的巡迴表演。2008年秋季，蓮兒並與曾與她合作錄製專輯《Fauxliage》的樂團「Delerium」作了巡迴演出。

## 個人生活
90年代後期，蓮兒嫁給了基督教樂團「PFR」的鼓手馬克·納許。他們在美國伊利諾州準備基石節表演時相遇，並於2004年有了一個小孩，2007年離婚。 莲儿于2011年与乐手史蒂芬·威尔逊结婚。

## 作品

### 專輯
| 發行年份 | 專輯名稱                                                                            | 發行單曲                                                                     | 其它事項                                   |
| -------- | ----------------------------------------------------------------------------------- | ---------------------------------------------------------------------------- | ------------------------------------------ |
| 2006     | 湛藍 - 發行日期: August 15, 2006 - 唱片公司: One Son Records                        | - "My Idea Of Heaven" - "Ocean Size Love" (僅廣播宣傳) - "Blue Sky" (僅日本) | 此專輯於July 7, 2009由台灣前衛花園代理發行 |
| 2007     | Fauxliage (與狂喜樂團合作) - 發行日期: August 14, 2007 - 唱片公司: Nettwerk Records | - "Let It Go" - "All the World"                                              |                                            |

### 單曲
| 發行 年份 | 單曲名稱                   | 排名     | 排名  | 收錄專輯 |
| 發行 年份 | 單曲名稱                   | US Adult | US AC | 收錄專輯 |
| --------- | -------------------------- | -------- | ----- | -------- |
| 2000      | 〈Need to Be Next to You〉 | 23       | 21    |          |
| 2006      | 〈My Idea of Heaven〉      | —        | —     | 《湛藍》 |
| 2007      | 〈Ocean Size Love〉        | —        | —     | 《湛藍》 |
| 2008      | 〈Stars in My Eyes〉       | —        | —     |          |

### 其他作品
- 〈Need to Be Next to You〉（單曲）
發行日期：2000年
- 《My Idea of Heaven》（EP）
發行日期：2006年7月14日
- 《My Idea of Heaven Remixed》（EP）
發行日期：2006年
- 《Wishing For This》（EP）
發行日期：2006年9月14日
- 〈Stars in My Eyes〉（單曲）
發行日期：2007年
- 〈Leigh Nash CONNECT Sets〉
發行日期：2007年　　 *僅在musicstore.connect.com